# ماجرای شش ناپلئون
«ماجرای شش ناپلئون» (The Adventure of the Six Napoleons)، یکی از ۵۶ داستان کوتاه شرلوک هولمز نوشته سر آرتور کانن دویل، و یکی از ۱۳ داستان جمع‌آوری شده در کتابی با عنوان بازگشت شرلوک هلمز است. این داستان برای اولین بار در ۳۰ آوریل ۱۹۰۴ میلادی در مجلهٔ کولیرز در ایالات متحده و در ماه مه ۱۹۰۴ میلادی در مجله استرند در انگلستان منتشر شد.

## طرح داستان
بازرس لستراد از اسکاتلندیارد برای هولمز مسئلهٔ اسرارآمیزی می‌آورد، این مسئله در مورد مردی است که مجسمه‌های نیم‌تنه گچی ناپلئون را خرد می‌کند. یکی از آن‌ها را در مغازه مورس هادسون شکسته بود و دو مورد دیگر که توسط هادسون به دکتر بارنیکوت فروخته شده بود، پس از سرقت خانه و دفتر شعبه پزشک، خرد شده بودند. چیز دیگری هم برداشته نشده بود. در پرونده اولی، مجسمه نیم تنه قبل از شکسته شدن به بیرون برده شده بود.
هولمز می‌داند که نباید نظریهٔ لسترید در مورد یک دیوانهٔ متنفر از ناپلئون درست باشد. شکسته شدن نیم‌تنه‌های این معما که همه توسط یک قالب ساخته شده بودند، آن هم‌زمانی که هزاران تصویر ناپلئون در تمام لندن پخش شده بود، مشکوک به نظر می‌رسید.
روز بعد، لسترید هولمز را به خانه‌ای فرا می‌خواند که در آن یک مجسمه دیگر خرد شده بود، اما علاوه بر آن یک قتل نیز در آنجا رخ داده بود. آقای هوراس هارکر، پس از بررسی منشأ یک سر و صدا، مرد مرده را روی پادری خانه‌اش یافته بود. نیم تنه ناپلئون او نیز توسط سارقی که از پنجره وارد شده بود دزدیده شده بود. این نیم‌تنه هم از همان قالب ساخته شده بود. همچنین، عکسی از مردی میمون مانند در جیب مرده یافت شده بود.

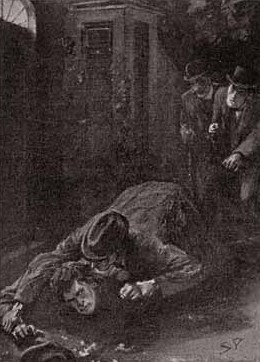
دستگیر شدن بپو، نقاشی ۱۹۰۴ میلادی از سیدنی پجت
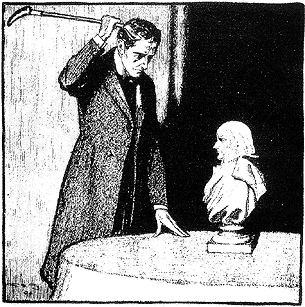
هولمز چوب شکارش را بالا می‌آورد، نقاشی ۱۹۰۴ میلادی از فردریک دور استیل در کولیرز

تکه‌های نیم تنه هارکر در باغچه جلوی یک خانه خالی در سمت بالای خیابان قرار دارد. نتیجه‌ای که هولمز می‌گیرد این است که سارق می‌خواسته نور کافی برای رؤیت کارش وجود داشته باشد، به همین دلیل زیر چراغ خیابانی که در آن نزدیکی وجود داشته رفته، در حالی که می‌توانست مجسمه نیم‌تنه را جلوی یک خانه خالی تاریک دیگر بشکند.
هولمز از لسترید می‌خواهد که به هارکر روزنامه‌نگار سندیکای مطبوعات مرکزی بگوید که او نسبت به دیوانه بودن مجرم متقاعد شده‌است. هولمز می‌داند که این حقیقت ندارد، اما مصلحت این است تا با استفاده از مطبوعات، مجرم را متقاعد کنند که نظر بازرسان نیز همین است.
هولمز با دو مغازه‌دار که مجسمه‌ها را فروخته‌اند مصاحبه کرده و متوجه می‌شود که به چه کسانی فروخته شده و کجا ساخته شده‌اند، یعنی گلدر و شرکا. آنها او را با نام بپو، که مهاجری ایتالیایی است می‌شناسند. او حتی در مغازه‌ای که اولین مجسمه در آنجا شکسته بود کار می‌کرد و تنها دو روز پیش از آن کار خود را در آنجا ترک کرده بود.
هولمز به شرکت گِلدر و شرکا می‌رود و متوجه می‌شود که مجسمه‌های ناپلئون بخشی از یک دستهٔ ۶ تایی بوده اما مدیر به جز این دلیل دیگری برای خاص بودنشان پیدا نمی‌کند، یا این که چرا کسی خواستار خراب کردنشان است. او تصویر بیپو را شناسایی کرده و او را یک احمق توصیف می‌کند. او یک سال پیش به دلیل یک چاقوکشی خیابانی به زندان افتاده بود، اما به احتمال زیاد تاکنون آزاد شده‌است. همچنین، زمانی در شرکت گلدر و شرکا کار می‌کرد، اما هنوز برنگشته است. پسر عمویش هنوز آنجا کار می‌کند. هولمز به مدیر التماس می‌کند که با پسرعمویش در مورد بپو صحبت نکند.